# 6578 Zapesotskij
6578 Zapesotskij este un asteroid din centura principală, descoperit pe 13 octombrie 1980, de Tamara Smirnova.